# Galeops whaitsi
Galeops whaitsi è un terapside estinto, appartenente agli anomodonti. Visse nel Permiano medio (Capitaniano, circa 265 - 260 milioni di anni fa) e i suoi fossili sono stati ritrovati in Sudafrica.

## Descrizione
Questo animale è noto per un fossile comprendente un cranio quasi completo e parte dello scheletro postcranico. L'aspetto doveva essere quello di un piccolo rettile simile a una tozza lucertola, lungo circa 30 centimetri. Il cranio, tuttavia, doveva essere molto diverso: era alto e corto, dotato di grandi orbite e di una sorta di becco privo di denti. Gli unici denti di Galeops erano molto piccoli e posti in file nella parte posteriore delle mascelle. La mandibola era insolitamente profonda. Rispetto ad altre forme simili, come Galechirus e Galepus, lo scheletro postcranico di Galeops sembrerebbe essere stato più robusto, in particolare le clavicole. 

## Classificazione
Galeops whaitsi venne descritto per la prima volta da Robert Broom nel 1912, sulla base di un fossile quasi completo ritrovato nella zona della fattoria La-de-da in Sudafrica, in terreni del Permiano medio. Galeops venne considerato a lungo parte del gruppo dei dromasauri (Dromasauria), piccoli terapsidi anomodonti erbivori o insettivori considerati vicini all'origine dei dicinodonti. In seguito, il gruppo è stato considerato parafiletico, ma Galeops è considerato in ogni caso un anomodonte basale molto vicino all'origine dei dicinodonti (Kammerer e Angielczyk, 2009).

## Paleobiologia
La struttura delle mascelle di Galeops indica che questo animale poteva muovere le fauci in avanti e indietro; questo movimento è tipico degli animali erbivori e serve a macinare il cibo. È probabile quindi che Galeops fosse un piccolo erbivoro, già piuttosto specializzato (King, 1994).